# Bundessicherheitsrat
Der Bundessicherheitsrat (BSR; bis 28. November 1969 Bundesverteidigungsrat) ist ein Kabinettsausschuss der deutschen Bundesregierung, der zu Fragen der Sicherheitspolitik, insbesondere auf allen Gebieten der Verteidigung sowie der Abrüstung und Rüstungskontrolle, berät. Öffentlich in Erscheinung tritt er vor allem im Zusammenhang mit der Genehmigung von Rüstungsexporten. Den Vorsitz führt der Bundeskanzler. Seine Gründung wurde vom Kabinett Adenauer II am 6. Oktober 1955 beschlossen. Am 21. Oktober 1955 erfolgte die konstituierende Sitzung.

## Arbeit und Aufgaben
Im Jahr 1955 wurden die alliierten Dienststellen in der Bundesrepublik Deutschland und in Österreich aufgelöst (siehe Deutschlandvertrag und Österreichischer Staatsvertrag), die Bundesrepublik Deutschland trat der NATO bei und der Warschauer Pakt wurde gegründet. In dieser Zeit war der Rat als ein Kabinettsausschuss der Bundesregierung für die Sicherheitspolitik gegründet worden, der so ausgestaltet war, dass sogar in der Geschäftsordnung die Möglichkeit zur Bildung interministerieller Ausschüsse vorgesehen war.
Seit den 1980er Jahren verengte sich allerdings die Bedeutung des Bundessicherheitsrates und sein Tätigkeitsfeld beschränkte sich im Wesentlichen auf die Rüstungsexportpolitik, die im Grundgesetz (Art. 26 Abs. 2) geregelt ist.
Im Koalitionsvertrag der rot-grünen Bundesregierung 1998 wurde dem Bundessicherheitsrat erstmals wieder mehr Bedeutung zugesprochen:

„Die neue Bundesregierung wird dem Bundessicherheitsrat seine ursprünglich vorgesehene Rolle als Organ der Koordinierung der deutschen Sicherheitspolitik zurückgeben und hierfür die notwendigen Voraussetzungen schaffen. […] Die transnationale europäische Rüstungsindustrie wird für ihre Exporttätigkeit einem verpflichtenden europäischen Verhaltenskodex unterworfen. Die neue Bundesregierung wirkt darauf hin, daß ein Transparenzgebot und der Menschenrechtsstatus möglicher Empfängerländer dabei als Kriterien enthalten sein sollen. Der nationale deutsche Rüstungsexport außerhalb der NATO und der EU wird restriktiv gehandhabt. Bei Rüstungsexportentscheidungen wird der Menschenrechtsstatus möglicher Empfängerländer als zusätzliches Entscheidungskriterium eingeführt. Die neue Bundesregierung wird jährlich dem Deutschen Bundestag einen Rüstungsexportbericht vorlegen.“

Seit 2015 heißt es in dessen Geschäftsordnung:

„Der Bundessicherheitsrat berät Fragen der Sicherheitspolitik, insbesondere auf allen Gebieten der Verteidigung sowie der Abrüstung und Rüstungskontrolle. Er trifft Vorentscheidungen, soweit sie möglich sind, oder bereitet die einschlägigen politischen Entscheidungen der Bundeskanzlerin oder des Bundeskanzlers oder der Bundesregierung vor. Der Bundessicherheitsrat kann endgültig entscheiden, soweit nicht nach dem Grundgesetz oder einem Bundesgesetz ein Beschluss der Bundesregierung erforderlich ist. Die Sitzungen des Bundessicherheitsrates sind geheim.“

Die stärkere Gewichtung der Lage in den Empfängerländern der Rüstungsexporte hat die Entscheidungen im Sicherheitsrat schwieriger gemacht. Während in den Regierungen vor Bundeskanzler Gerhard Schröder auf eine einvernehmliche Entscheidung des geheim tagenden und seine Mitglieder zu Verschwiegenheit anhaltenden Rates geachtet wurde, wurden jetzt Mehrheitsentscheidungen eingeführt und immer öfter gelangen auch Tagungspunkte in die Presse.
In seiner Eigenschaft als ständigem Kabinettsausschuss steht er zum einen dem Verteidigungsausschuss des Deutschen Bundestages als einem Parlamentsausschuss und zum anderen dem Sicherheitskabinett als informeller, nur gelegentlich einberufener Gesprächsrunde gegenüber. Von 1964 bis 1967 existierte zudem ein eigenes Bundesministerium für die Angelegenheiten des Bundesverteidigungsrates.

## Wichtige Beschlüsse und Themen (Auszug)
- Februar 1991: Lieferung von 36 deutschen Fuchs-Spürpanzern an Saudi-Arabien
- Januar 1992: Lieferung von U-Booten nach Taiwan
- Oktober 1999: Lieferung eines Testpanzers vom Typ Leopard 2 an die Türkei
- Juni 2000: Lieferung von 1200 Panzerfäusten an Saudi-Arabien
- September 2001: Terroranschläge am 11. September 2001 in den USA
- Dezember 2001: Militäraktion in Afghanistan (siehe Krieg in Afghanistan) und Bekämpfung des Terrorismus
- Dezember 2002: Lieferung von Transportpanzer Fuchs nach Israel
- April 2003: Bundesnachrichtendienst (BND) zieht 2006 vom bayerischen Pullach nach Berlin um
- September 2004: 20 Radpanzer des Typs Fuchs in den Irak
- Oktober 2004: Export von U-Booten nach Israel
- November 2005: Verkauf von 298 gebrauchten Leopard-2-Panzern in die Türkei und die Lieferung von zwei Dolphin-U-Booten nach Israel
- Juni 2006: Verkauf von 150 Dingo 2 an Israel
- Mai 2009: Lieferung von 36 Leopard-2-Kampfpanzern an Katar[5]
- April 2010: Lieferung von 3 MEKO-Korvetten nach Israel
- Juli 2011: Export von 200 deutschen Leopard 2A7+ nach Saudi-Arabien[6]
- Januar 2023: Lieferung von 14 Kampfpanzern Typ Leopard 2 A6 an die Ukraine[7]
- Februar 2023: Lieferung von 178 Leopard-1-Panzern an die Ukraine[8]

Von den laut Rüstungsexportbericht (erster Bericht 1999) etwa 10.000 genehmigungspflichtigen Rüstungsexporten pro Jahr gelangen nur die politisch bedeutsamsten in die Öffentlichkeit.

## Mitglieder
| Amt                                                                                                | Amtsinhaber | Amtsinhaber          | Amtsantritt     |
| -------------------------------------------------------------------------------------------------- | ----------- | -------------------- | --------------- |
| Bundeskanzler                                                                                      |             | Friedrich Merz       | 6. Mai 2025     |
| Chef des Bundeskanzleramts                                                                         |             | Thorsten Frei        | 6. Mai 2025     |
| Bundesminister des Auswärtigen                                                                     |             | Johann Wadephul      | 6. Mai 2025     |
| Bundesminister der Verteidigung                                                                    |             | Boris Pistorius      | 19. Januar 2023 |
| Bundesminister der Finanzen                                                                        |             | Lars Klingbeil       | 6. Mai 2025     |
| Bundesminister des Innern                                                                          |             | Alexander Dobrindt   | 6. Mai 2025     |
| Bundesministerin der Justiz und für Verbraucherschutz                                              |             | Stefanie Hubig       | 6. Mai 2025     |
| Bundesministerin für Wirtschaft und Energie                                                        |             | Katherina Reiche     | 6. Mai 2025     |
| Bundesministerin für wirtschaftliche Zusammenarbeit und Entwicklung (seit der Bundestagswahl 1998) |             | Reem Alabali-Radovan | 6. Mai 2025     |
| Beratende Mitglieder                                                                               |             |                      |                 |
| Generalinspekteur der Bundeswehr                                                                   |             | Carsten Breuer       | 17. März 2023   |
| Chefin des Bundespräsidialamtes                                                                    |             | Dörte Dinger         | März 2022       |
| Chef des Presse- und Informationsamtes                                                             |             | Stefan Kornelius     | 6. Mai 2025     |
| Beauftragte der Bundesregierung für Fragen der Abrüstung und Rüstungskontrolle                     |             | Katharina Stasch     | Dezember 2024   |

Andere Bundesminister nehmen bei Bedarf mit beratender Funktion an den Sitzungen teil.

## Gesetzliche Grundlage
Grundlage für die Kontrolle des Rüstungshandels in der Bundesrepublik Deutschland ist Art. 26 Abs. 2 Grundgesetz: „Zur Kriegführung bestimmte Waffen dürfen nur mit Genehmigung der Bundesregierung hergestellt, befördert und in Verkehr gebracht werden. Das Nähere regelt ein Bundesgesetz.“ Die im Grundgesetz vorgesehene nähere Regelung sollen zwei Gesetze gewährleisten: das Kriegswaffenkontrollgesetz (KrWaffKontrG) und das Außenwirtschaftsgesetz (AWG).
Rechtsgrundlagen für den Export von Kriegswaffen und sonstigen Rüstungsgütern sind das KrWaffKontrG, das AWG und deren Außenwirtschaftsverordnung (AWV). Rechtsgrundlagen für die Ausfuhr von Dual-Use-Gütern (Güter, die sowohl zivil als auch militärisch verwendet werden können) ist neben dem AWG und der AWV die EG-Dual Use-Verordnung. Geregelt wird die Kontrolle sensitiver Ausfuhren und Verbringungen (Ausfuhren innerhalb der Europäischen Gemeinschaft) sowie bestimmter sensitiver Dienstleistungen (technische Unterstützung) und in gewissem Umfang auch der Transithandel. Zuständige Behörde ist für Dual-Use-Güter das Bundesamt für Wirtschaft und Ausfuhrkontrolle (BAFA). Zu beachten sind außerdem die EG-Verordnungen zur Umsetzung wirtschaftlicher Sanktionsmaßnahmen (Embargos) gegen bestimmte Länder.
Der Bundessicherheitsrat unterliegt nur eingeschränkter parlamentarischen Kontrolle durch den Deutschen Bundestag in Form von Frage- und Informationsrechten. Allerdings kann keine Entscheidung getroffen werden, die einen Beschluss des Bundestages erfordert, wenn das Grundgesetz oder ein Bundesgesetz das so fordern. Dies war z. B. der Fall, als über die Auslandseinsätze der Bundeswehr im Parlament entschieden werden musste.

## Organisatorische und politische Einordnung in die Regierungsarbeit
Der Bundessicherheitsrat fällt als Gremium aus Ministern und dem Bundeskanzler in den Bereich des exekutiven Gestaltungsspielraums der Bundesregierung. Dadurch gibt es keine parlamentarische Kontrolle oder irgendeine Form der Rechenschaftspflicht gegenüber dem Bundestag, welche der Bundessicherheitsrat nicht selbst vorher definiert hätte.